# Ostry (Beskid Morawsko-Śląski)
Ostry (czes. Ostrý, 1044 m n.p.m.) – szczyt w północno-wschodniej części Beskidu Morawsko-Śląskiego w Czechach.
Masyw Ostrego wznosi się w północno-wschodniej części Pasma Ropicy, oddzielając się od głównego grzbietu tego pasma tuż na północ od szczytu Kałużnego (994 m n.p.m.). Od północnego zachodu ogranicza go dolina potoku Tyra (Tyrka), natomiast od południowego wschodu dolina potoku Kopytná. Oglądany od północnego wschodu szczyt Ostrego przypomina kształtną piramidę (stąd nazwa), u stóp której od wschodu tłoczą się mniejsze górki: Velká Kykula (812 m n.p.m.), Skalka (650 m n.p.m.), Žďár (741 m n.p.m.) i Malý Kozinec (650 m n.p.m.). Do 1870 r. u podnóży masywu wydobywano sferosyderyty – ubogie rudy żelaza dla huty w Trzyńcu.
Góra porośnięta jest lasem bukowym, dla którego ochrony utworzono na wierzchołku rezerwat przyrody Čerňavina, więc na szczyt nie prowadzi żaden szlak turystyczny. Charakterystyczne są dla niego stare, rosochate okazy buków.
Na grzbiecie, na południowy zachód od szczytu Ostrego, na wysokości 954 m n.p.m., znajduje się niewielkie całoroczne schronisko – turistická chata Ostrý – wybudowane w 1935 r. Po likwidacji Czechosłowacji przez III Rzeszę obiekt przejął cieszyński oddział Beskidenverein. Uszkodzony pod koniec wojny budynek został gruntownie wyremontowany, a potem rozbudowany. Obecnie kieruje nim Klub Czeskich Turystów, sekcja z Trzyńca.
Spod schroniska rozciąga się panorama w kierunku Jabłonkowa i Beskidu Śląskiego. Przy dobrej widoczności widać również Małą Fatrę oraz Tatry.
Bliskość ośrodków miejskich – Trzyńca oraz Jabłonkowa – sprzyja turystyce górskiej, zarówno letniej, jak i zimowej. Do schroniska prowadzą liczne trasy biegowe dla narciarzy oraz piesze szlaki turystyczne:
- z Oldrzychowic na Kałużny,
- z Hrádka przez dolinę Tyrki na Jaworowy (Mały Jaworowy),
- z miejscowości Wędryni przez Chatę Kozinec.